# Брагінський ґебіт
Брагінський ґебіт (нім. Kreisgebiet Bragin «Брагінська округа») — адміністративно-територіальна одиниця Житомирської генеральної округи райхскомісаріату Україна з центром у Брагіні. 

## Історія
20 жовтня 1941 опівдні на території Брагінського і Комаринського районів тогочасної Поліської області було утворено Комаринську округу (нім. Kreisgebiet Komarin) з центром у Комарині. Спочатку округу на дуже короткий час очолив гебітскомісар Зіттіг (нім. Sittig), якого ще в 1941 році змінив Лео Нольде (нім. Leo Nolde). 5 березня 1942 Комаринський ґебіт увійшов до складу Василевицького ґебіту (нім. Kreisgebiet Wassilewitschi), з якого виділився 5 червня 1942 у складі вже трьох районів: Брагінського, Комаринського і Лоєвського. Гебітскомісаром округи знову став Лео Нольде. 23 жовтня 1942 було оприлюднено рішення про перейменування Комаринського ґебіту на Брагінський. 
Станом на 1 вересня 1943 Брагінський ґебіт поділявся на 3 німецькі райони: Брагінський (нім. Rayon Bragin), Комаринський (нім. Rayon Komarin) та Лоєвський (нім. Rayon Lojew). Гебітскомісаром цієї округи після Лео Нольде з жовтня 1943 став д-р Блюмель (нім. Dr. Blümel).
23 листопада 1943 року адміністративний центр округи відвоювали радянські війська.